# Berkeley Fast File System
El Berkeley Fast File System (Sistema rápido de archivos) es un sistema de archivos que es utilizado y soportado por el Sistema Operativo NetBSD. Sin embargo, es usado también por FreeBSD. Sus características son varias, inclusive la de ser más rápido en acceso al disco duro. Tiene un bloque de 8 Kilobytes (64 Bytes o 512 bits), idéntico al tamaño de página por defecto para una base de datos en PostgreSQL. Sin embargo, no es apropiado usar este sistema de archivos con Journaling activado.
Existen otros sistemas de archivos que soportan menos Kilobytes (por lo menos 4 Kilobytes) por bloque:
1. Ext2
2. Ext3

- Datos: Q2704864